# Svalbardsren
Svalbardsren (Rangifer tarandus platyrhynchus) är en underart av vildren, vilken enbart finns på Svalbard. Det är en vildren, som har korta ben och är den minsta underarten till ren. Tjurarna väger 65-90 kilo och vajorna 53-70 kilo.
Svalbardsrenen är endemisk på öarna i Svalbard, där den funnits i åtminstone 5 000 år, och är väl anpassad till det hårda klimatet.
Tjurarna utvecklar horn under april–juli månader och skrapar av dem i augusti–september. De tappar hornen tidigt på vintern. Vajorna börjar utveckla horn i juni och behåller dem i regel året runt. Svalbardsrenen lever i små familjegrupper snarare än i större flockar.
Beståndet uppgick år 2000 till omkring 11 000 djur. Svalbardsrenen var fredad mellan 1925 och 1997. Från 1983 har det varit möjligt för permanentboende i Svalbard att skjuta svalbardsren i vetenskapligt syfte i några få områden. Flest svalbardsrenar finns  på Nordenskiöldslandet mitt på Spetsbergen. Den finns också bland annat på Edgeøya, Barentsøya och delar av Nordaustlandet. 

## Bildgalleri

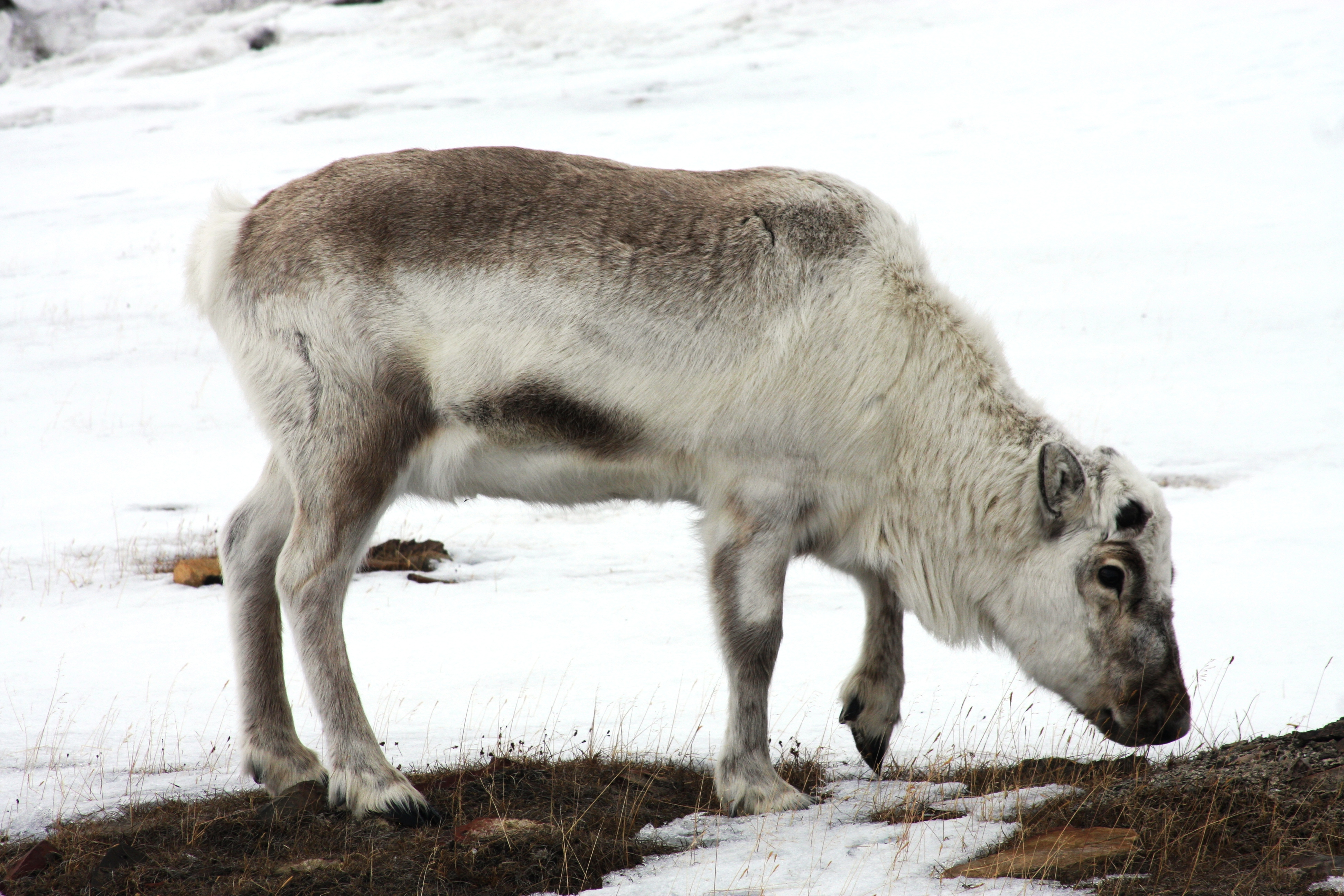
Ung svalbardsren
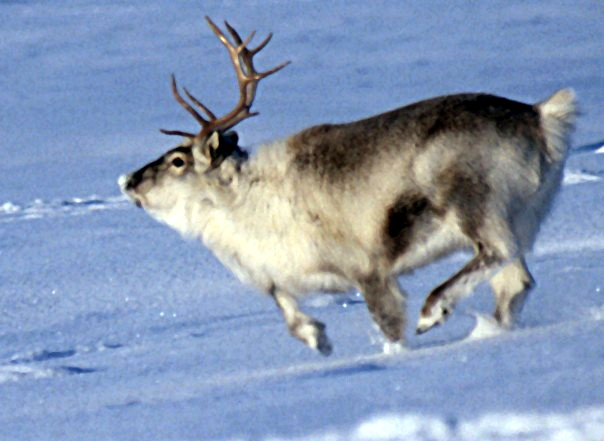
Löpande svalbardsren i snö
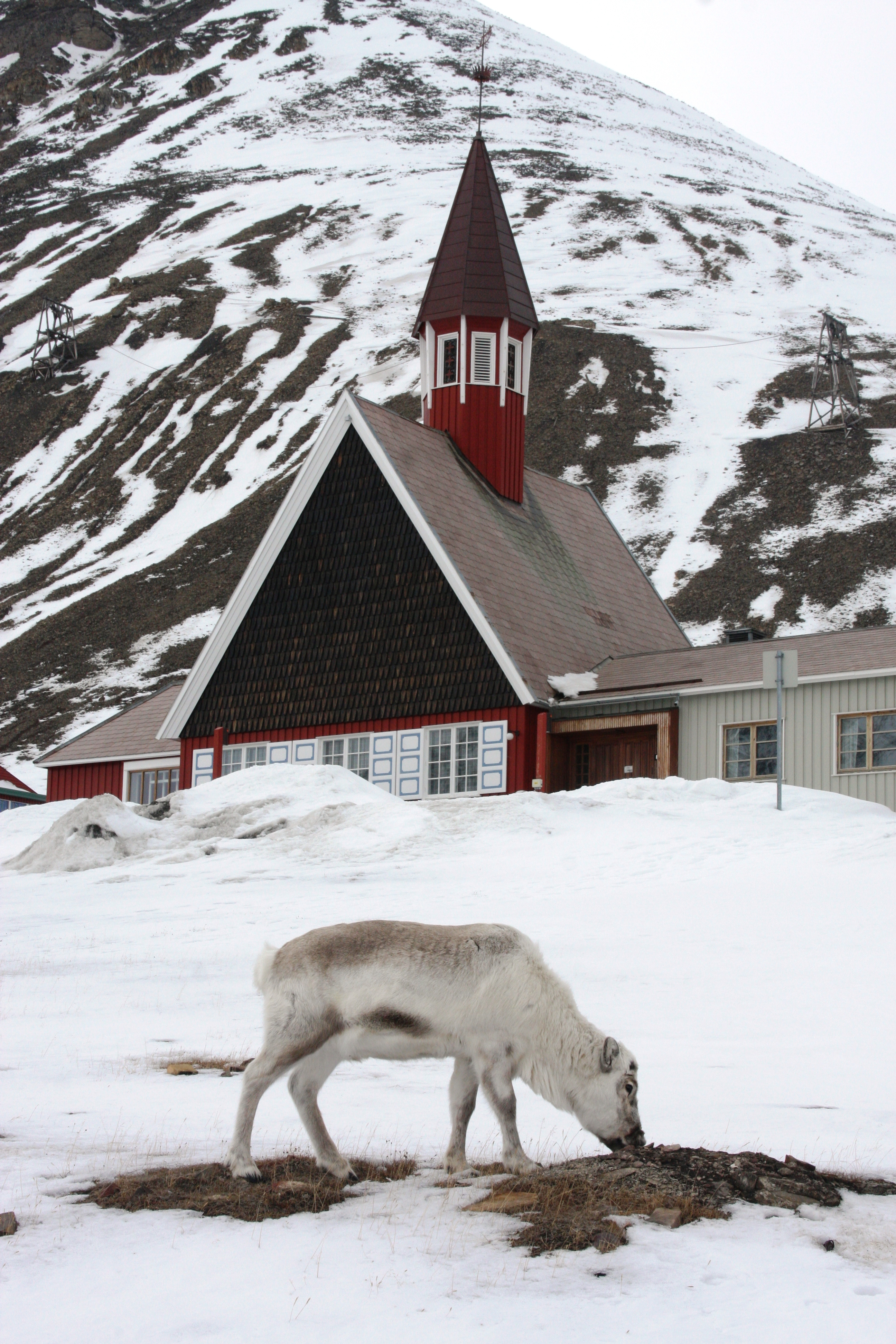
Svalbardsren framför Longyearbyen kyrka
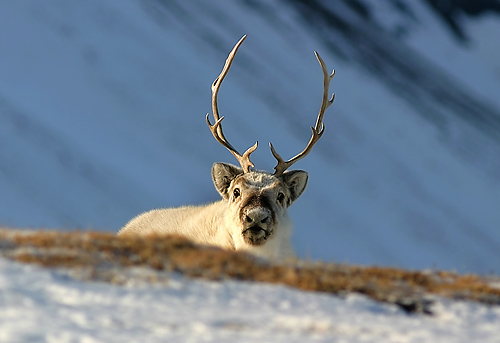